# Saint-Maime
Saint-Maime település Franciaországban, Alpes-de-Haute-Provence megyében. Lakosainak száma 904 fő (2022. január 1.). Saint-Maime Dauphin, Forcalquier, Mane, Villeneuve és Volx községekkel határos.

## Népesség
A település népessége az elmúlt években az alábbi módon változott:
| Lakosok száma | 374  | 417  | 528  | 797  | 828  | 835  | 860  | 867  | 867  | 904  |
|               | 1968 | 1982 | 1990 | 2006 | 2013 | 2015 | 2017 | 2019 | 2020 | 2022 |